# قادر بامبا
قادر بامبا (بالفرنسية: Kader Bamba)‏ هو لاعب كرة قدم فرنسي في مركز الوسط، ولد في 25 أبريل 1994 في سارسيل في فرنسا. لعب مع نادي لومان ونادي نانت.

## وصلات خارجية
- قادر بامبا على موقع رابطة كرة القدم الفرنسية للمحترفين (الإنجليزية)
- قادر بامبا على موقع قاعدة بيانات كرة القدم.إي يو (الإنجليزية)
- قادر بامبا على موقع ليكيب (الفرنسية)
- قادر بامبا على موقع Soccerway.com (الإنجليزية)
- قادر بامبا على موقع عالم كرة القدم.نت (الإنجليزية)